# Bataille de Brest-Litovsk (1941)
Pour l'adaptation au cinéma, voir La Bataille de Brest-Litovsk.
Seconde Guerre mondiale
Batailles
Phase 1
- Brest-Litovsk
- Białystok–Minsk
- Pays baltes
- Raseiniai
- Brody
- Bessarabie et Bucovine du Nord
- Moguilev

Phase 2
- Smolensk
  - Roslavl-Novozybkov (en)
- Avance sur Léningrad

Phase 3
- Ouman
- Odessa
- 1re Kiev
- Tallinn
- Petrikovka (en)
- Ielnia
- Léningrad
- Mer d'Azov (en)

Phase 4
- 1re Kharkov
- Beowulf
- Donbass-Rostov (en)
- Briansk (en)
- 1re Crimée
  - Sébastopol
- Tikhvine
- 1re Rostov
- Gorki
- Moscou

La défense de la forteresse de Brest, également appelée seconde bataille de Brest-Litovsk qui eut lieu du 22 au 29 juin 1941 en Biélorussie, fut l'un des premiers combats de l'opération Barbarossa. La Wehrmacht se lança à l'assaut de la forteresse qui était alors défendue par l'Armée rouge. Le siège dura plus longtemps que prévu et devint un symbole de la résistance soviétique.

## Contexte

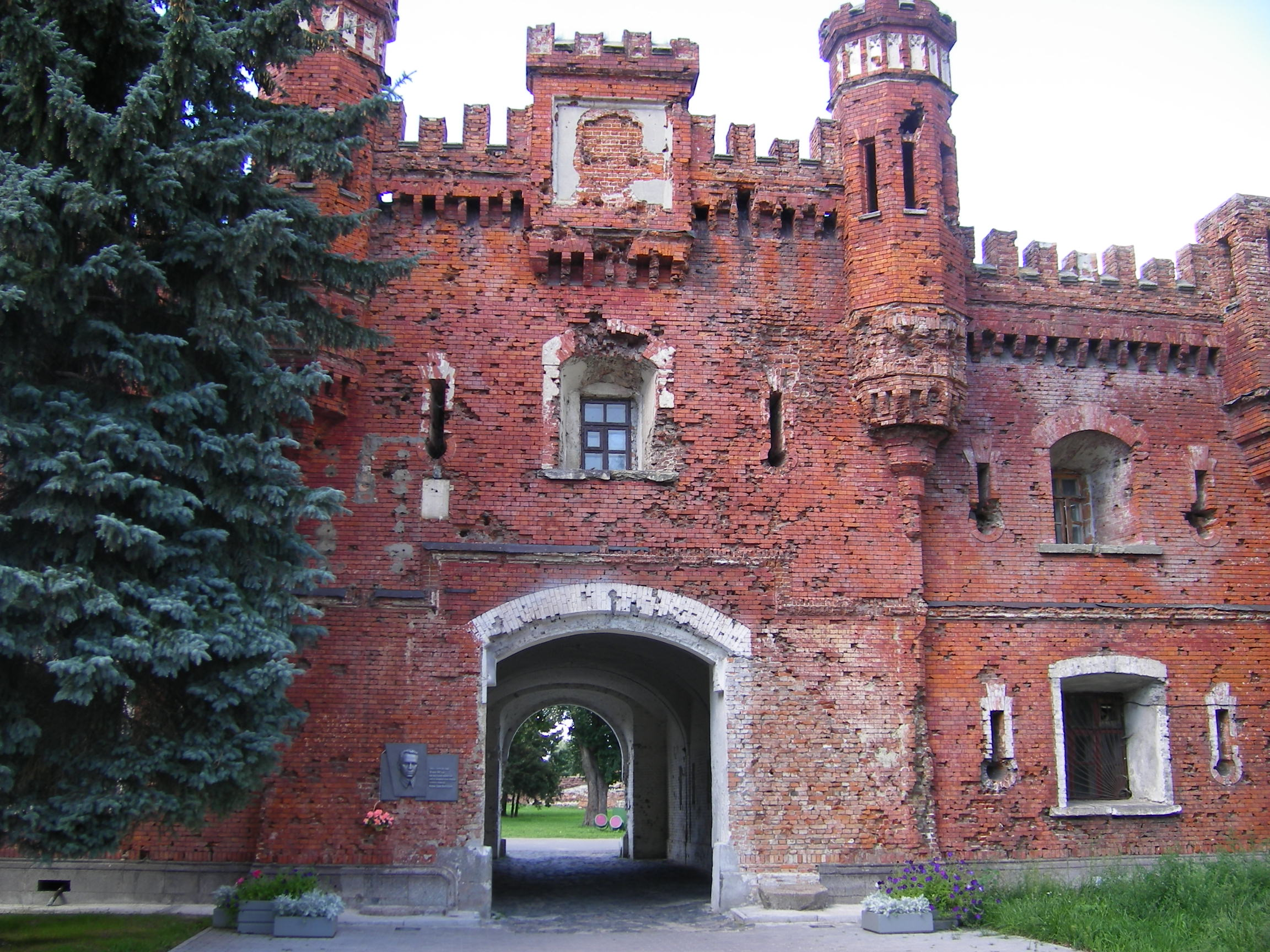
Une entrée de la forteresse de Brest Litovsk.

La zone autour de la forteresse de Brest-Litovsk fut le site de la bataille de Brest-Litovsk de 1939, lorsque les forces allemandes envahirent la Pologne au cours de la campagne de Pologne. Toutefois, le pacte de non-agression germano-soviétique (août 1939) attribuait le territoire situé au-delà du Bug, et donc la localité avec sa forteresse à l'URSS. Il fut donc remis à l'URSS en vertu du pacte signé préalablement à la campagne de Pologne menée conjointement par l'Allemagne et l'URSS. Cela eut pour conséquence qu'à l'été 1941, les Allemands ont dû prendre la forteresse une seconde fois, cette fois-ci aux Soviétiques.
Les Allemands avaient prévu de capturer Brest et sa forteresse, situé sur le chemin du groupe d'armées Centre durant les premières heures de l'opération Barbarossa. La forteresse et la ville contrôlaient les passages sur la rivière Bug, ainsi que le chemin de fer Varsovie-Moscou et l'autoroute.

## Forces en présence
La garnison était composée d'environ 9 000 soldats russes, en comptant l'armée régulière, les gardes-frontières et les agents du NKVD.Les soldats soviétiques appartenaient aux 6e (ru) et 42e divisions de fusiliers ainsi qu'au 17e détachement des troupes frontalières du NKVD et à diverses autres petites unités (dont la garnison de l'hôpital et une unité médicale). 300 familles de militaires étaient aussi présentes au sein de la fortification.
Le plan initial de défense prévoyait qu'en 12 heures la zone devait être sécurisée face aux 45e, 31e et 34e divisions d'infanterie de la Wehrmacht et au 2e groupe de Panzer placés sous le commandement de Heinz Guderian (au total environ 20 000 hommes).

## La Bataille de Brest Litovsk

Disposition de la forteresse de Brest-Litovsk en juin 1941

Il n’y eut pas de signe avant-coureur préparant à l’invasion allemande le 22 juin 1941. Dès les premières minutes, Brest et sa forteresse ont été pris sous le feu de l’artillerie. Le premier assaut de la Wehrmacht n’a eu lieu qu’une demi-heure après le début du premier bombardement. La blitzkrieg était en marche une fois de plus, empêchant toute organisation de la défense soviétique, qui ne pouvait défendre que par points.
Cependant, les Soviétiques ont réussi à tenir ces points forts, et dans la soirée du 24 juin 1941, quelque 368 Allemands étaient déjà morts, pour 4 000 à 5 000 soldats de l’Armée rouge capturés.
Le 25 juin et 26 juin 1941, des combats locaux ont continué principalement dans la Citadelle. Jusqu'à la soirée du 26 juin 1941, et plusieurs points soviétiques sont tombés.
Comme le Fort Est ne pouvait être gardé plus longtemps, la Luftwaffe a bombardé deux fois le 29 juin et forcé les 360 derniers défenseurs à se rendre.
Bien que les soldats soviétiques aient été surpris par la soudaineté de cette attaque surprise, qu’ils aient été inférieurs en nombre et à court de munitions et de vivres, beaucoup d’entre eux ont tenu bien plus que nécessaire. Les civils de la forteresse prêtaient main-forte en rechargeant les chargeurs et bandes de munitions, ou en prenant également les armes pour défendre la ville. Les enfants étaient d’excellents observateurs.
Il est dit que des défenseurs sont restés cachés jusqu’à la fin du mois de juillet 1941, comme l’attesterait la capture le 23 juillet 1941 du major Pierre Gavrilov, un des défenseurs les plus connus de Brest, mais rien ne prouve vraiment que lui et d’autres ont tenu jusque-là, ceci pourrait être le fruit de l’imagination de la propagande soviétique de l’époque appelant à la résistance héroïque.

## Littérature
- Алиев Ростислав. Брестская крепость. Взгляд с немецкой стороны // Фронтовая иллюстрация no 5, 2008 (La citadelle de Brest. Vue du côté allemand.)
- Алиев Ростислав. Брестская крепость. М.: Вече, 2010 (La forteresse de Brest-Litovsk)
- Алиев Ростислав. Штурм Брестской крепости. М.: Яуза-Эксмо, 2008
- Брест. Энциклопедический справочник. Мн., 1987 (Encyclopédie de référence)
- Ганцэр Крыстыян. Памяць і забыццё: ушанаванне герояў Брэсцкай крэпасці. В: Сіябган Дусэт, Андрэй Дынько, Алесь Пашкевіч (ред.): Вяртанне ў Еропу: Мінулае і будучыня Беларусі. Варшава 2011, стр. 141—147.
- Кристиан Ганцер (руководитель группы авторов-составителей), Ирина Еленская, Елена Пашкович [и др.]: Брест. Лето 1941 года. Документы, материалы, фотографии. Смоленск: Инбелкульт, 2016.  (ISBN 978-5-00076-030-7)
- Крыстыян Ганцэр, Алена Пашковіч: «Гераізм, трагізм, мужнасьць.» Музей абароны Берасьцейскай крэпасьці.//ARCHE пачатак no 2, 2013 (чэрвень 2013), с. 43-59.
- Кристиан Ганцер: Переводчик виноват. Влияние перевода на восприятие исторических событий (на примере отчета генерал-майора Фрица Шлипера о боевых действиях по захвату Брест-Литовска) // Беларусь і Германія: гісторыя і сучаснасць. Выпуск 13. Мінск 2015, с. 39-45.
- Кристиан Ганцер: Воспоминания защитников Брестской крепости как исторические источники. Проблемы и шансы // Е.И. Пашкович (ред.): Личность в истории. Героическое и трагическое. Сборник материалов VI международной конференции. Брест, 22-23 ноября 2013 года. В двух частях. Часть 2. Брест 2015, с. 32-42.
- Героическая оборона / / Сб. воспоминаний об обороне Брестской крепости в июне —июле 1941 г. Мн., 1966 (Souvenirs de la défense de la forteresse en juin-juillet 1941)
- Смирнов С. С. Брестская крепость. М., 1970 (La forteresse de Brest-Litovsk)
- Смирнов С. С. В поисках героев Брестской крепости. М., 1959 (A la recherche des héros de la forteresse de Brest-Litovsk)
- Christian Ganzer: «Remembering and Forgetting: Hero Veneration in the Brest Fortress.» // Siobhan Doucette, Andrej Dynko, Ales Pashkevich (ed.): Returning to Europe. Belarus. Past and Future. Warsaw 2011, стр. 138—145.
- Christian Ganzer: «Czy „legendarna twierdza“ jest legendą? Oborona twierdzy brzeskiej w 1941 r. w świetle niemeckich i austriackich dokumentów archiwalnych.» // Wspólne czy osobne? Miesca pamięci narodów Europy Wschodniej. Białystok/Kraków 2011, стр. 37-47.
- Christian Ganzer, Alena Paškovič: «Heldentum, Tragik, Kühnheit.» Das Museum der Verteidigung der Brester Festung." // Osteuropa 12/2010, стр. 81-96.
- Ganzer Christian. Czy «legendarna twierdza» jest legendą? Oborona twierdzy brzeskiej w 1941 r. w świetle niemeckich i austriackich dokumentów archiwalnych. In: Wspólne czy osobne? Miesca pamięci narodów Europy Wschodniej. Białystok/Kraków 2011, S. 37-47.
- Ganzer, Christian: German and Soviet Losses as an Indicator of the Length and Intensity of the Battle for the Brest Fortress (1941). In: The Journal of Slavic Military Studies, Volume 27, Issue 3, p. 449-466.
- Ganzer Christian, Paškovič Alena. «Heldentum, Tragik, Kühnheit.» Das Museum der Verteidigung der Brester Festung." In: Osteuropa 12/2010, S. 81-96.  (Musée sur la défense de la citadelle de Brest.)